# Dierks Bentley
Frederick Dierks Bentley (Phoenix, 20 novembre 1975) è un cantautore e musicista statunitense.

## Biografia
Nato in Arizona, ha pubblicato il suo primo album discografico per la Capitol Records nel 2003. Il successivo Modern Day Drifter viene certificato disco di platino negli Stati Uniti.
Nel 2006 pubblica il suo terzo disco. A metà 2008 riunisce i suoi brani più noti in una raccolta.
Nel febbraio 2009 è la volta di Feel That Fire, mentre nel giugno 2010 pubblica un disco bluegrass dal titolo Up on the Ridge.
Nel febbraio 2012 pubblica Home, sesto album dell'artista, mentre nel 2014 è la volta di Riser.
Tra i suoi brani più conosciuti vi sono What Was I Thinkin' ,Come a Little Closer, Settle for a Slowdown e Every Mile a Memory.

## Discografia
Tra parentesi il numero è relativo alla posizione massima raggiunta nella Billboard 200

### Album studio
- 2003 - Dierks Bentley (numero 26)
- 2005 - Modern Day Drifter (numero 6)
- 2006 - Long Trip Alone (numero 5)
- 2009 - Feel That Fire (numero 3)
- 2010 - Up on the Ridge (numero 9)
- 2012 - Home (numero 7)
- 2014 - Riser (numero 6)
- 2016 - Black (numero 2)
- 2018 - The Mountain (numero 3)
- 2023 - Gravel & Gold
- 2025 - Broken Branches

### Raccolte
- 2008 - Greatest Hits/Every Mile a Memory 2003-2008 (numero 9)